# Máquina de escribir Sholes y Glidden

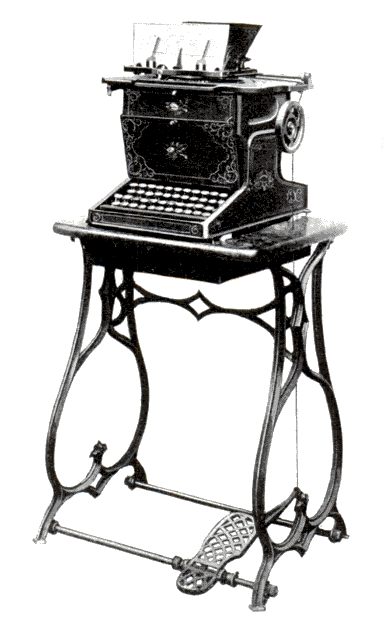
La máquina de escribir Sholes y Glidden producida por E. Remington and Sons.

La máquina de escribir Sholes y Glidden (también conocida como la Remington N.° 1) fue la primera máquina de escribir en tener éxito comercial. Fue diseñada principalmente por el inventor estadounidense Christopher Latham Sholes y desarrollada con la ayuda del también prensista Samuel W. Soulé y el mecánico aficionado Carlos S. Glidden. Los trabajos comenzaron en 1867, pero Soulé abandonó la empresa poco después. Fue sustituido por James Densmore, quien proporcionó apoyo financiero y fue la fuerza que impulsó el continuo desarrollo de la máquina. Tras varios intentos fallidos para fabricar el dispositivo, E. Remington and Sons adquirió la máquina a principios de 1873. Remington, un fabricante de armas que buscaba diversificarse, siguió perfeccionando la máquina de escribir antes de sacarla finalmente al mercado el 1 de julio de 1874.
Durante su desarrollo, esta máquina de escribir pasó de ser una curiosidad rudimentaria a un dispositivo práctico, cuya forma básica se convirtió en el estándar de la industria. La máquina incorporaba elementos que se volvieron fundamentales para el diseño de máquinas de escribir, tales como una pletina cilíndrica y un teclado QWERTY de cuatro filas. Sin embargo, el diseño seguía presentando algunas deficiencias. La máquina Sholes y Glidden solo podía imprimir en letras mayúsculas cerradas—un problema que se solucionó con su sucesora, la Remington N.° 2—y era una especie de «máquina de escribir a ciegas», es decir, el mecanógrafo no podía ver lo que estaba escribiendo a medida que la usaba.
Al principio, la máquina de escribir tuvo una acogida poco entusiasta por parte del público. La falta de un mercado establecido, sus costos elevados y la necesidad de contar con operarios cualificados frenaron su adopción. Además, los destinatarios de mensajes escritos a máquina consideraban que la escritura mecánica y toda en mayúsculas era impersonal e incluso insultante. Sin embargo, las nuevas tecnologías y la expansión de empresas de comunicación a finales del siglo XIX habían creado la necesidad de una correspondencia expedita y legible, por lo que la máquina Sholes y Glidden, además de sus contemporáneas, pronto se convirtieron en accesorios comunes de oficina. A la máquina de escribir se le atribuye el mérito de haber contribuido con la incorporación de las mujeres al trabajo administrativo de oficina, ya que muchas fueron contratadas para manejar los nuevos aparatos.

## Historia

### En el principio

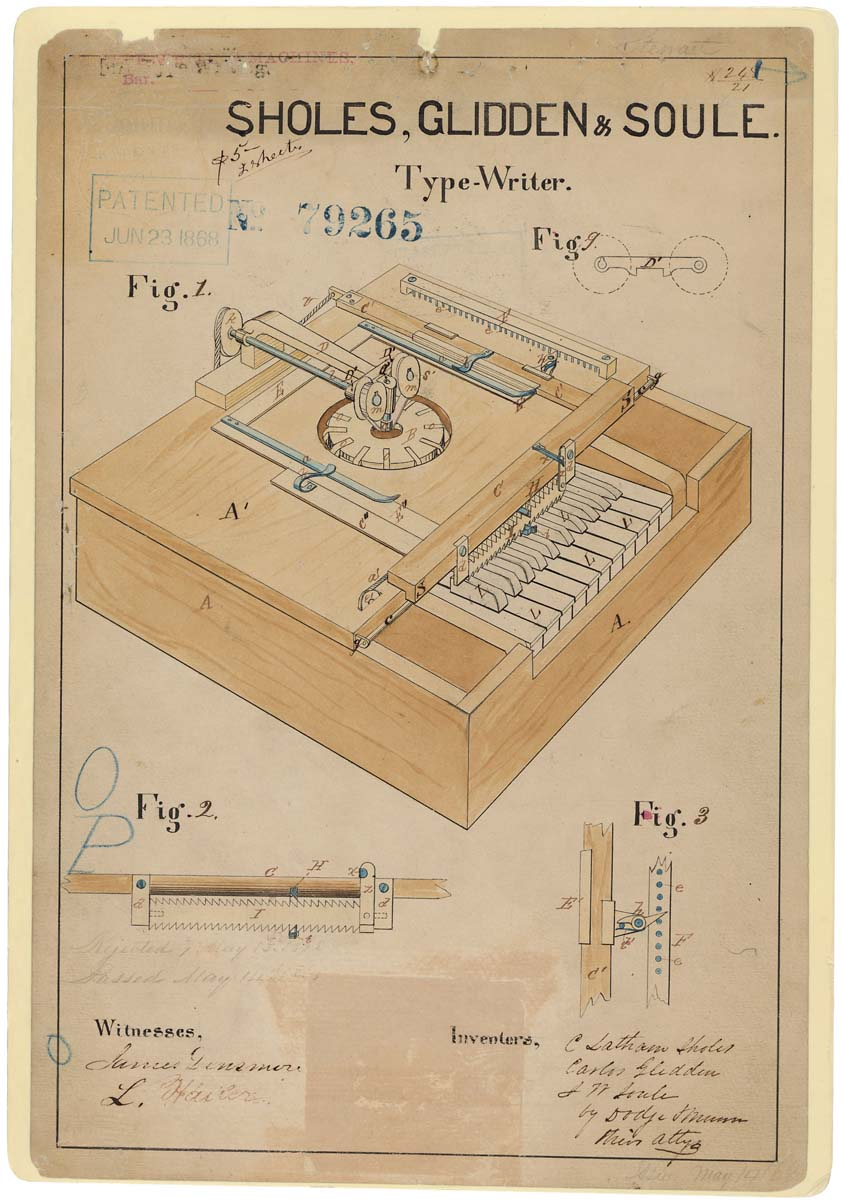
La máquina patentada el 23 de junio de 1868 que, según el historiador Richard N. Current, tenía el aspecto de a cross between a piano and a kitchen table.

La máquina de escribir de Sholes y Glidden tuvo sus orígenes en una máquina de imprimir diseñada en 1866 por Christopher Latham Sholes para ayudar con la impresión de los números de página en libros y números de serie de billetes y otros artículos. Sholes, un prensista de Wisconsin, se asoció con el también prensista Samuel W. Soulé y juntos empezaron a desarrollar la máquina en el taller mecánico de Charles F. Kleinsteuber, ubicado en un viejo molino en el norte de Milwaukee. Carlos S. Glidden, un inventor que frecuentaba el taller, se interesó por el dispositivo y sugirió que podría adaptarse para también imprimir caracteres alfabéticos. En julio de 1867, Glidden leyó un artículo en la revista Scientific American en el que se describía el Pterotype, una máquina de escribir inventada por John Jonathan Pratt y que se había recién presentado en un número de la revista London Engineering. Glidden le mostró el artículo a Sholes, quien—según escribe George Iles en su libro Leading American Inventors—pensó que la máquina era complicated and liable to get out of order.  Además, estaba convencido de que era posible diseñar una mejor máquina. Hasta ese momento, se habían concedido varias docenas de patentes para dispositivos de impresión en los Estados Unidos y en el extranjero. Sin embargo, ninguna de las máquinas había tenido éxito ni había sido un producto eficaz.

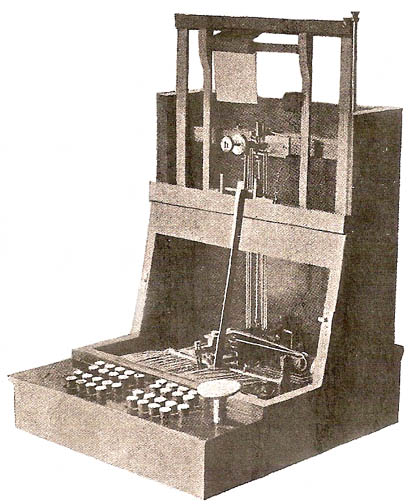
Fotografía de un «pterotipo», un prototipo de máquina de escribir, creado por John Jonathan Pratt, «el inventor más ignorado en la historia de la máquina de escribir». Pratt fue un inventor estadounidense que vivía en Inglaterra, donde presentó su prototipo a la Society of Arts de Londres y la Royal Society, en 1867.

En noviembre de 1866, tras el éxito de su colaboración en la máquina de numeración, Sholes le pidió a Soulé que se uniera a él y a Glidden para desarrollar el nuevo dispositivo. Mathias Schwalbach, un relojero alemán, fue contratado para ayudar con la fabricación. Para probar la viabilidad de la máquina propuesta, se tomó una tecla de una máquina de telégrafo y se modificó para imprimir la letra «W». En septiembre de 1867, se había terminado un modelo con un alfabeto completo, números y un sistema rudimentario de puntuación. Este modelo se utilizó para redactar cartas dirigidas a conocidos con la esperanza de vender el invento o conseguir fondos para su fabricación. Uno de los destinatarios, James Densmore, compró inmediatamente una participación del 25 % por 600 dólares de EE. UU.,  que era el costo de desarrollo de la máquina en ese momento. Densmore vio la máquina por primera vez en marzo de 1868 y no quedó impresionado. Consideró que era difícil de manejar y poco práctica y—según escribe Iles—se refirió a ella de la siguiente manera: [it was] good for nothing except to show that its underlying principles were sound.  Entre otras deficiencias, el dispositivo sujetaba el papel en un marco horizontal, lo que limitaba el grosor del papel que podía utilizarse y además dificultaba la alineación. El 23 de junio de 1868 se concedió una patente para una Type-Writer  y, a pesar de los defectos del aparato, Densmore alquiló un edificio en Chicago para comenzar con su fabricación. Se fabricaron quince unidades antes de que la falta de fondos obligara a regresar la empresa a Milwaukee.

### Perfeccionamiento
En 1869, se diseñó un modelo mejorado que, a diferencia de la versión anterior, se basaba en trabajos realizados por otros inventores. Una máquina patentada en 1833 por Charles Thurber,  por ejemplo, utilizaba una platina cilíndrica. Sholes adaptó la idea e implementó un tambor giratorio al cual se sujetaba el papel, para reemplazar así al armazón del modelo anterior. Soulé y Glidden no colaboraron en el desarrollo de la nueva platina y, como su interés por la empresa estaba disminuyendo, les vendieron sus derechos sobre la máquina original a Sholes y Densmore. Se enviaron prototipos a profesionales en diversos campos, entre ellos James O. Clephane, un estenógrafo que destruyó varias máquinas a causa de su uso intensivo. Los comentarios de Clephane, aunque fueron considerados «mordaces», condujeron al desarrollo de entre 25 y 30 prototipos adicionales, cada uno de ellos mejor que su predecesor. En el verano de 1870, Densmore viajó a Nueva York para hacer una demostración de la máquina ante la compañía Western Union, que estaba buscando un método para grabar telegramas.  Western Union encargó varias máquinas, pero se negó a comprar los derechos, ya que creía que se podía desarrollar un dispositivo superior por menos de los 50 000 dólares de EE. UU. que pedía Densmore.

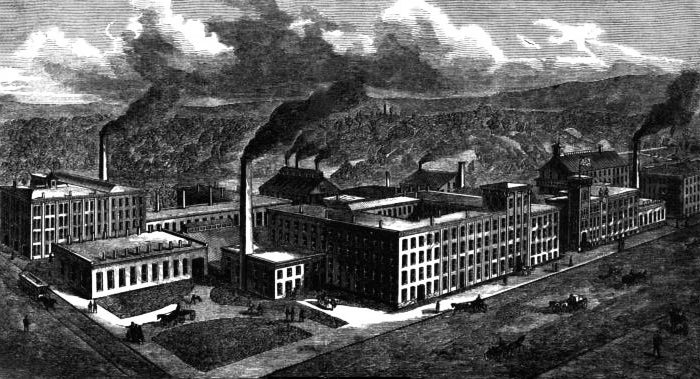
La fábrica de E. Remington and Sons en Ilion (Nueva York), alrededor de 1874.

Para abastecer los pedidos y pagar las deudas, Densmore empezó a fabricar la máquina en el verano de 1871. Durante este tiempo, se revisó la máquina para mejorar su durabilidad y se rediseñó la platina después de recibir los comentarios de la Western Union, que deseaba poder imprimir en un rollo continuo y opinaba que sujetar el papel a la platina era poco práctico. Sin embargo, el nuevo diseño infringía una patente concedida a Charles A. Washburn en noviembre de 1870. Por consiguiente, Washburn recibió regalías sobre la producción futura. En 1872, para fabricar la nueva máquina ya de manera formal, se obtuvo un antiguo taller de carretería junto con varios empleados. Aunque las máquinas funcionaban bien, la falta de economías de escala impidió que la empresa produjera ganancias. A cambio de financiar las empresas, Densmore había ido adquiriendo una participación cada vez mayor. Con el tiempo, a Sholes se le compró su parte por un pago en efectivo de 12 000 dólares de EE. UU. Mientras que Glidden conservó su décima parte de la patente. Densmore consultó con George W. N. Yost, un fabricante a quien conocía, el cual sugirió mostrarle la máquina a E. Remington and Sons. Remington, un fabricante de armas que buscaba diversificarse tras la Guerra Civil, poseía el equipo de mecanización y los operarios cualificados necesarios para seguir desarrollando la compleja máquina. Se le envió una carta mecanografiada a Remington. El ejecutivo Henry H. Benedict quedó tan impresionado por la novedad que animó al presidente de la empresa, Philo Remington, a seguir adelante con el dispositivo.

### Inicio de una industria

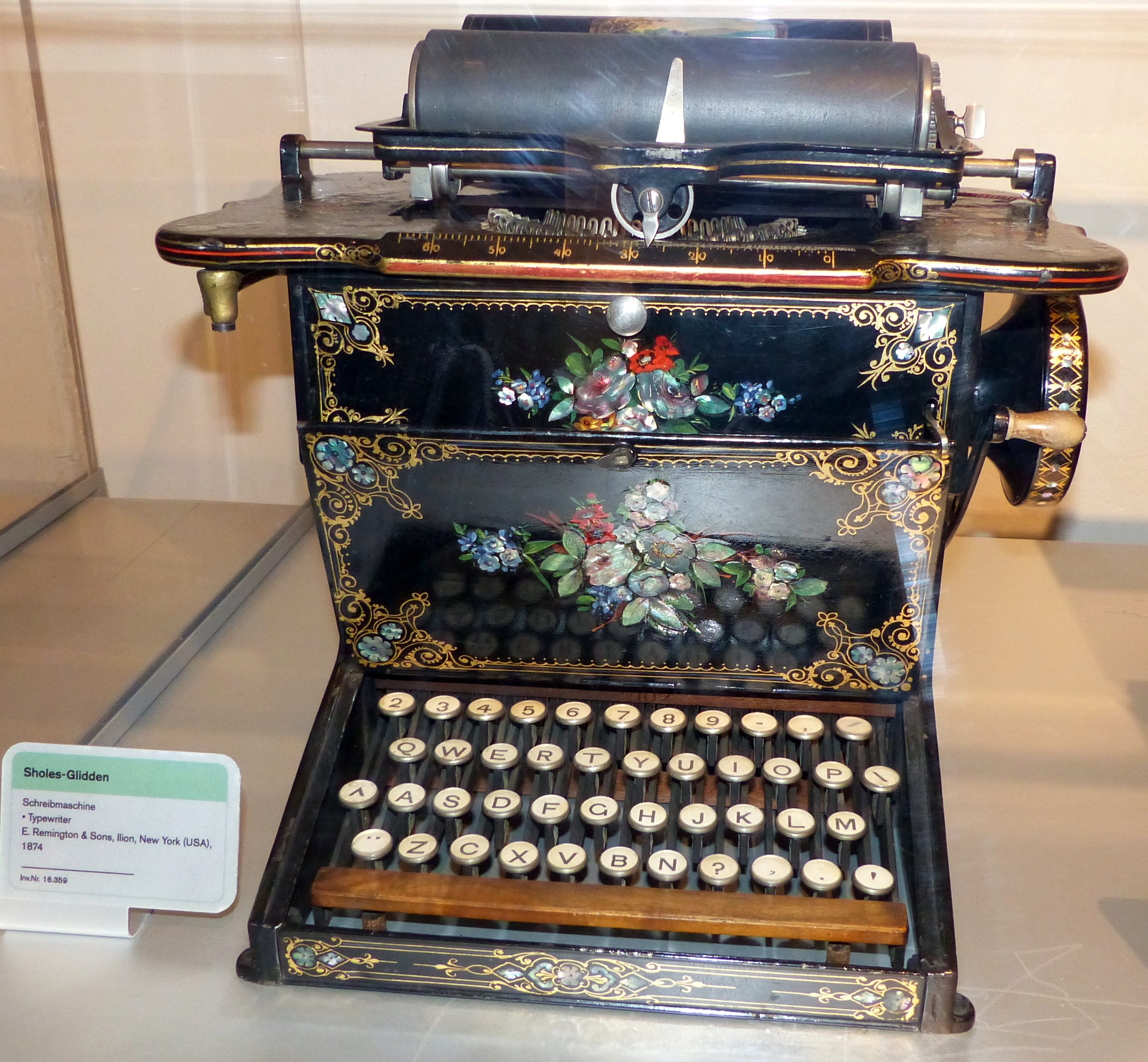
Un rediseño incorporó ornamentaciones florales, una característica de la división de máquinas de coser de Remington.

El 1 de marzo de 1873, tras una demostración en las oficinas de Remington en Nueva York, la empresa contrató la fabricación de 1 000 máquinas, con la opción de producir 24 000 más. Aunque el acuerdo exigía que Densmore le entregara 10 000 dólares de EE. UU. y los derechos de explotación a Remington, se permitió que una empresa de mercadeo formada por Densmore y Yost actuara como agente exclusivo de ventas. Remington dedicó un ala de su fábrica a la máquina de escribir y pasó varios meses en el rediseño y la reestructuración técnica del dispositivo. La producción comenzó en septiembre y la máquina entró en el mercado el 1 de julio de 1874. La producción de la máquina de escribir fue supervisada en gran parte por Jefferson Clough y William K. Jenne, director de la división de máquinas de coser de Remington. La máquina rediseñada era más robusta y fiable que el modelo de Sholes, pero había adoptado algunas de las características de una máquina de coser, tales como una caja laqueada y adornada con diseños florales, además de un soporte con un pedal oscilante para accionar el retorno del carro. Sin embargo, la producción de la máquina de escribir se había precipitado sin haberla sometido primero a pruebas suficientes. Por consiguiente, los primeros modelos fueron devueltos poco después para ajustes y reparación.
Ya para diciembre de 1874, sólo se habían vendido 400 máquinas de escribir, debido en parte a su elevado precio y a su escasa fiabilidad. Como las empresas tardaron en adoptar la máquina, los clientes objetivo eran autores, clérigos, abogados y editores de periódicos. No obstante, los particulares no solían escribir lo suficiente como para justificar el precio de la máquina—unos 125 dólares de EE. UU.—que era el ingreso medio anual por persona en aquella época. A pesar de todo, hubo algunas excepciones. Mark Twain fue uno de los primeros en adquirir la máquina, a la que se refirió—según reportan varios autores y biógrafos—como this curiosity breeding little joker.  Aunque la máquina se exhibió en la Exposición del Centenario de 1876, quedó opacada por el teléfono de Alexander Graham Bell. Luego se hicieron varias mejoras en el diseño y la fabricación—lo que incluyó el reemplazo del pedal por una palanca manual—y ya para 1877 se habían vendido 4 000 máquinas. En 1878, Remington subcontrató la comercialización a E. & T. Fairbanks & Company, una compañía fabricante de balanzas, ya que hasta entonces las ventas habían sido poco exitosas.
En 1878 también se presentó un modelo mejorado, la Remington N.° 2. La nueva máquina era capaz de escribir en letras mayúsculas y minúsculas. De este modo, se solucionó un inconveniente considerable que había presentado el modelo anterior. Como la única compañía fabricante de máquinas de escribir, Remington mantuvo una posición de monopolio hasta que, en 1881, la American Writing Machine Company introdujo una máquina de escribir que competía con las máquinas Remington. En respuesta a la nueva competencia, Remington redujo el precio de la máquina Sholes y Glidden (a la cual la documentación de ventas se refería con el nombre Remington N.° 1) a 80 dólares de EE. UU. Además, negoció un acuerdo con la empresa de mercadeo Wyckoff, Seamans & Benedict para adquirir todas las máquinas producidas. El acuerdo marcó el inicio del éxito comercial de la máquina de escribir, ya que la destreza de mercadeo de la agencia llevó a la venta de 1 200 máquinas tan solo en su primer año. Ya para 1884, habían aparecido más competidores, tales como la Hammond Typewriter Company, la Crandall Type-Writer Company y la Hall Typewriter Company. Según escribe el autor e historiador James W. Cortada en su libro Before the Computer: IBM, NCR, Burroughs, and Remington Rand and the Industry they Created, 1865–1956, al referirse a la década transcurrida desde la introducción de la máquina Sholes y Glidden: Thus, in less than ten years, there was a thriving typewriter industry in the United States. 

## Diseño

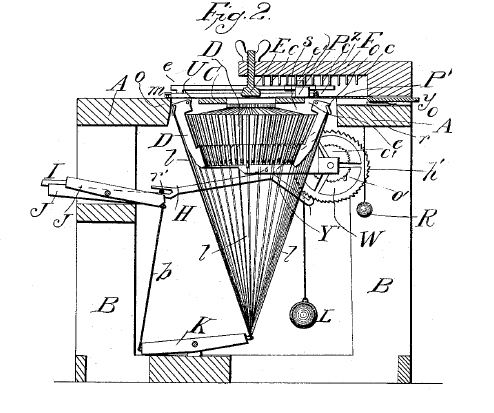
Una variante de la máquina de escribir Sholes y Glidden utilizaba cables y palancas para conectar las teclas y las barras de tipos.

La máquina de escribir de Sholes y Glidden incorporaba varios componentes adaptados a partir de dispositivos existentes, tales como el escape (un mecanismo que regula el movimiento del carro) del campo de la relojería, las teclas de las máquinas telegráficas, el pedal de la máquina de coser (para el retorno del carro) y los martillos tipográficos del mecanismo de percusión del piano. Sin embargo, al desarrollar el primer modelo, Sholes y Soulé no habían investigado acerca de las máquinas de imprimir creadas por otros inventores y, por consiguiente, desarrollaron varios diseños deficientes que podrían haberse evitado. Al no investigar diseños anteriores, esto también los llevó a reinventar características que ya habían sido desarrolladas con anterioridad. Por ejemplo, Soulé sugirió una orientación circular de la barra de tipos. Esta disposición circular ya se había utilizado hacía más de 30 años (en 1833) en una máquina diseñada por Xavier Progin.
En el diseño original de la máquina de 1868, el papel se colocaba de forma horizontal en la parte superior de la máquina y se sujetaba con un marco cuadrado móvil (para proporcionar espaciado interlineal y entre letras). Arriba del papel y centrado en el dispositivo, un brazo sujetaba una cinta entintada que cruzaba sobre una pequeña placa metálica. Al pulsar una tecla, una barra de tipos se elevaba desde abajo del papel y lo presionaba hacia arriba contra la cinta para así imprimir un carácter entintado. Este método de impresión requería el uso de papel muy fino y no estándar (tal como el papel tisú). Se fabricaron dos variantes con métodos alternativos de accionamiento de las barras de tipos: una en la que las teclas y las barras de tipos estaban conectadas por una serie de cables y otra en la que las teclas golpeaban las barras de tipos directamente hacia arriba.

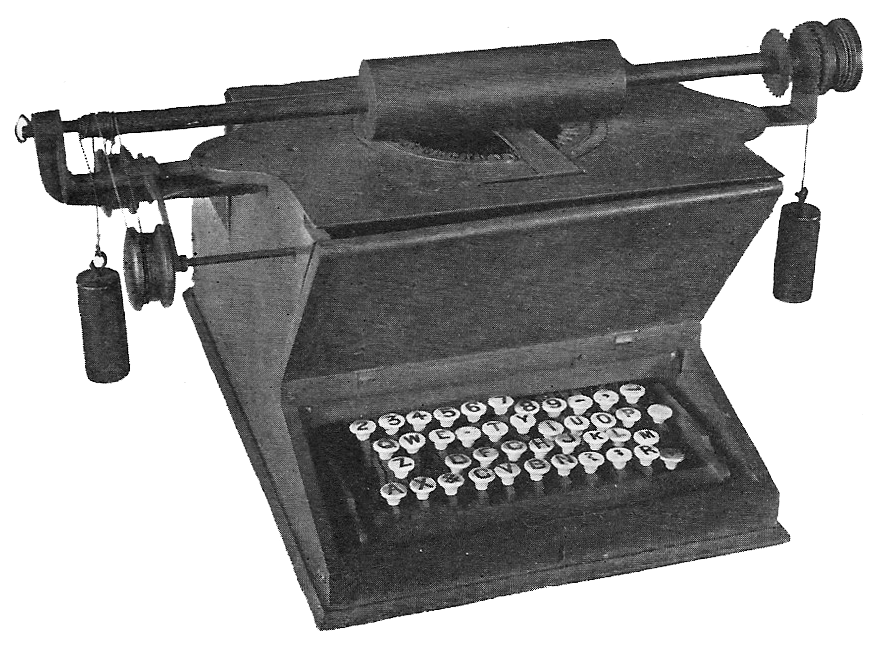
A finales de 1872, la máquina de escribir había adoptado un aspecto similar al de una máquina de escribir moderna.

Los componentes del brazo y el bastidor fueron sustituidos por una platina cilíndrica en 1869. A diferencia de las máquinas de escribir modernas, la máquina rediseñada introducía las letras alrededor del cilindro, con una rotación axial que proporcionaba el espaciado entre letras y un desplazamiento horizontal que proporcionaba el espaciado interlineal. El papel se sujetaba directamente al cilindro, lo que limitaba su longitud y anchura a las dimensiones del aparato. La platina se rediseñó de nuevo a principios de 1872 para permitir el uso de papel de cualquier longitud. La platina rediseñada también introdujo la funcionalidad moderna de espaciado (movimiento horizontal y axial que proporciona espaciado entre letras y líneas, respectivamente). Según Iles, la platina cilíndrica se convirtió en an indispensable part of every standard [typewriter]. 
A finales de 1872, el aspecto y la función de la máquina de escribir habían adoptado la forma que se convertiría en el estándar en la industria y que continuaría prácticamente sin cambios durante el siglo siguiente. Aunque la máquina tenía una platina cilíndrica y lo que era esencialmente un teclado QWERTY, le faltaban dos elementos de diseño que más tarde se convertirían en esenciales: la posibilidad de escribir en mayúsculas y minúsculas y la impresión «visible». A pesar de que el primer elemento se implementó en el modelo Remington N.° 2, la máquina era fundamentalmente un diseño de «recorrido ascendente», es decir, las barras de tipos golpeaban hacia arriba contra la parte inferior de la platina. Como esto ocurría en el interior de la máquina, el operario no podía ver lo que se estaba introduciendo a medida que se escribía. Aunque algunas marcas competidoras, tales como Oliver y Underwood, empezaron a comercializar máquinas de escribir «visibles» en la década de 1890, no apareció un modelo con la marca Remington sino hasta 1906, cuando se lanzó la Remington N.° 10.

### Teclado QWERTY
El teclado QWERTY, llamado así por los seis primeros caracteres de la fila superior de caracteres alfabéticos, se inventó en el transcurso de la época en que se desarrolló la máquina de escribir. El primer modelo construido por Sholes utilizaba un teclado tipo piano con dos filas de caracteres ordenados alfabéticamente de la siguiente manera:
| 3 5 7 9 N O P Q R S T U V W X Y Z<br />2 4 6 8 . A B C D E F G H I J K L M |

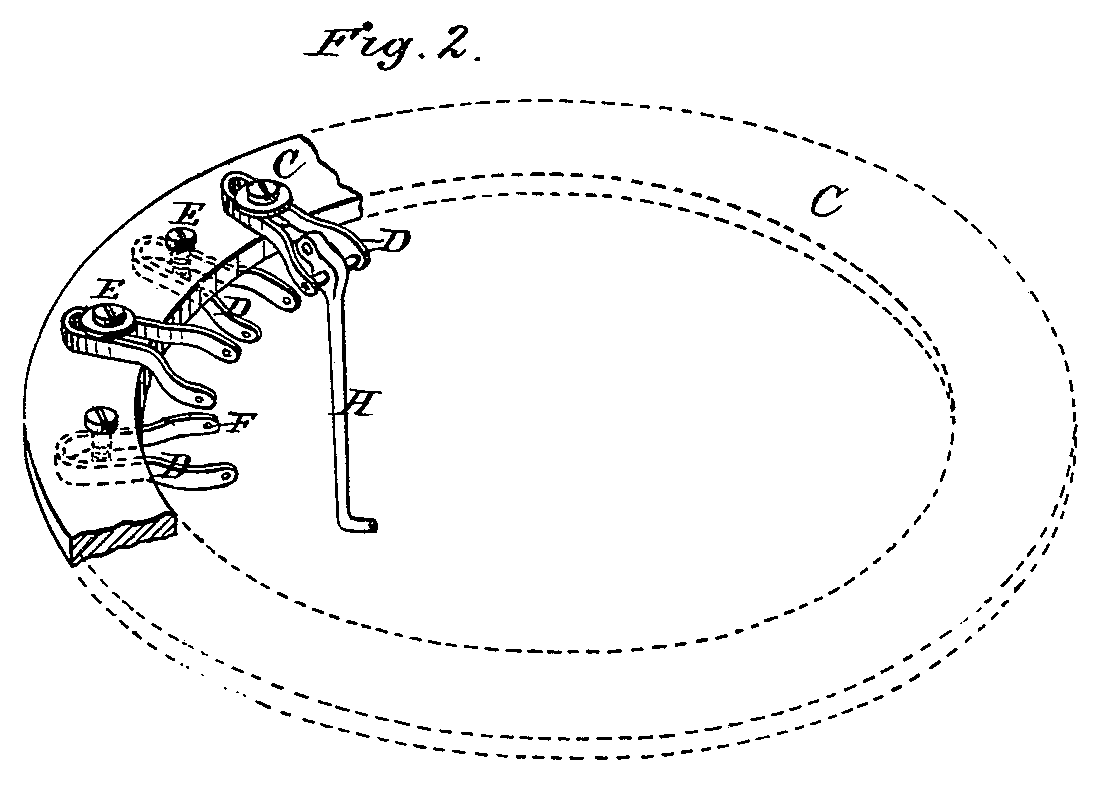
Las barras de tipos se fijaban a la circunferencia de un anillo metálico de forma que golpearan un centro común.

Posteriormente, Schwalbach reemplazó las teclas tipo piano por «botones» y los dsipuso en cuatro filas. No obstante, la mecánica de la máquina dificultaba la disposición alfabética. Las barras de tipos estaban sujetas a la circunferencia de un anillo metálico para formar una «cesta». Al pulsar una tecla, la barra de tipos correspondiente se balanceaba hacia arriba, lo que causaba que el cabezal de impresión golpeara el centro del anillo. A continuación, la barra volvía a su posición inicial a causa de la gravedad. Sin embargo, la consecuencia de este diseño era que, al pulsar teclas contiguas en rápida sucesión, sus barras de tipos chocaban entre sí y atascaban la máquina. Para mitigar este problema, se reordenaron las teclas luego de analizar la frecuencia de letras por medio de ensayo y error. Densmore le preguntó a su yerno, un superintendente escolar de Pensilvania, cuáles letras y combinaciones de letras aparecían con más frecuencia en el idioma inglés. Las barras de tipos correspondientes a las letras de los pares alfabéticos más frecuentes, tales como la «S» y la «T», se colocaron en lados opuestos del anillo. El teclado que se le presentó finalmente a Remington tenía la siguiente disposición:
| 2 3 4 5 6 7 8 9 - ,<br />Q W E . T Y I U O P<br />Z S D F G H J K L M<br />A X & C V B N ? ; R |

Después de comprar el dispositivo, Remington hizo varios ajustes—que incluyeron cambiar las teclas del punto y la letra «R», de modo que los vendedores pudieran impresionar a los clientes al escribir TYPEWRITER  con tan solo utilizar las teclas de la fila superior— lo que creó un teclado con una disposición que es básicamente la QWERTY moderna.

## Recepción y legado

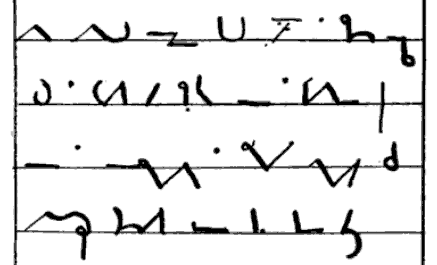
Los signos de taquigrafía, aunque podían escribirse con rapidez, requerían una formación especial para su comprensión. La máquina de escribir respondió a la necesidad de rapidez y legibilidad al mismo tiempo.

La máquina de escribir de Sholes y Glidden fue la primera en tener éxito comercial. La industrialización y el crecimiento empresarial a finales del siglo XIX crearon un entorno comercial para el cual era muy adecuado el dispositivo. Las nuevas tecnologías de comunicación, tales como el telégrafo y el teléfono, facilitaron la expansión geográfica y aumentaron la velocidad con la que se realizaban los negocios. El consiguiente aumento en el volumen de correspondencia exigía que los mensajes se redactaran de forma rápida y legible. Antes de la máquina de escribir, los oficinistas y copistas podían escribir con relativa rapidez tanto a mano como con signos de taquigrafía. Empero, para poder comprender estas escrituras se requería una formación especial o una gran concentración. Cuando era importante la legibilidad, se utilizaba la composición tipográfica, pero esta era un proceso lento y costoso. La máquina de escribir tuvo éxito porque abordaba ambos problemas a la vez.
Al principio, el público se mostró escéptico ante la máquina de escribir y las reacciones incluyeron apatía y antagonismo. Fuera de las grandes empresas, por lo general, no era necesario redactar cartas con rapidez. Y ya que el aparato dependía de su operador, no ofrecía ningún tipo de automatización. En los entornos comerciales que implicaban interacción con el cliente, las extrañas máquinas despertaban recelo, ya que existía la percepción de que los dispositivos mecánicos podían ser manipulados por comerciantes sin escrúpulos. Además, según el biógrafo Roger Burlingame, la presencia de un objeto tan grande entre el cliente y el vendedor interrupt[ed] the "personal touch".  A menudo, las personas que recibían cartas mecanografiadas las consideraban insultantes—ya que un texto escrito a máquina daba a entender que no sabían leer la letra manuscrita— o impersonales, problemas que se exacerbaron por el hecho de que todo el texto estaba escrito en mayúscula cerrada. La máquina de escribir también suscitaba preocupaciones acerca de la privacidad, ya que los destinatarios de cartas de carácter personal creían que en su composición debía haber intervenido un operador externo o cajista.

### La mujer y la máquina de escribir

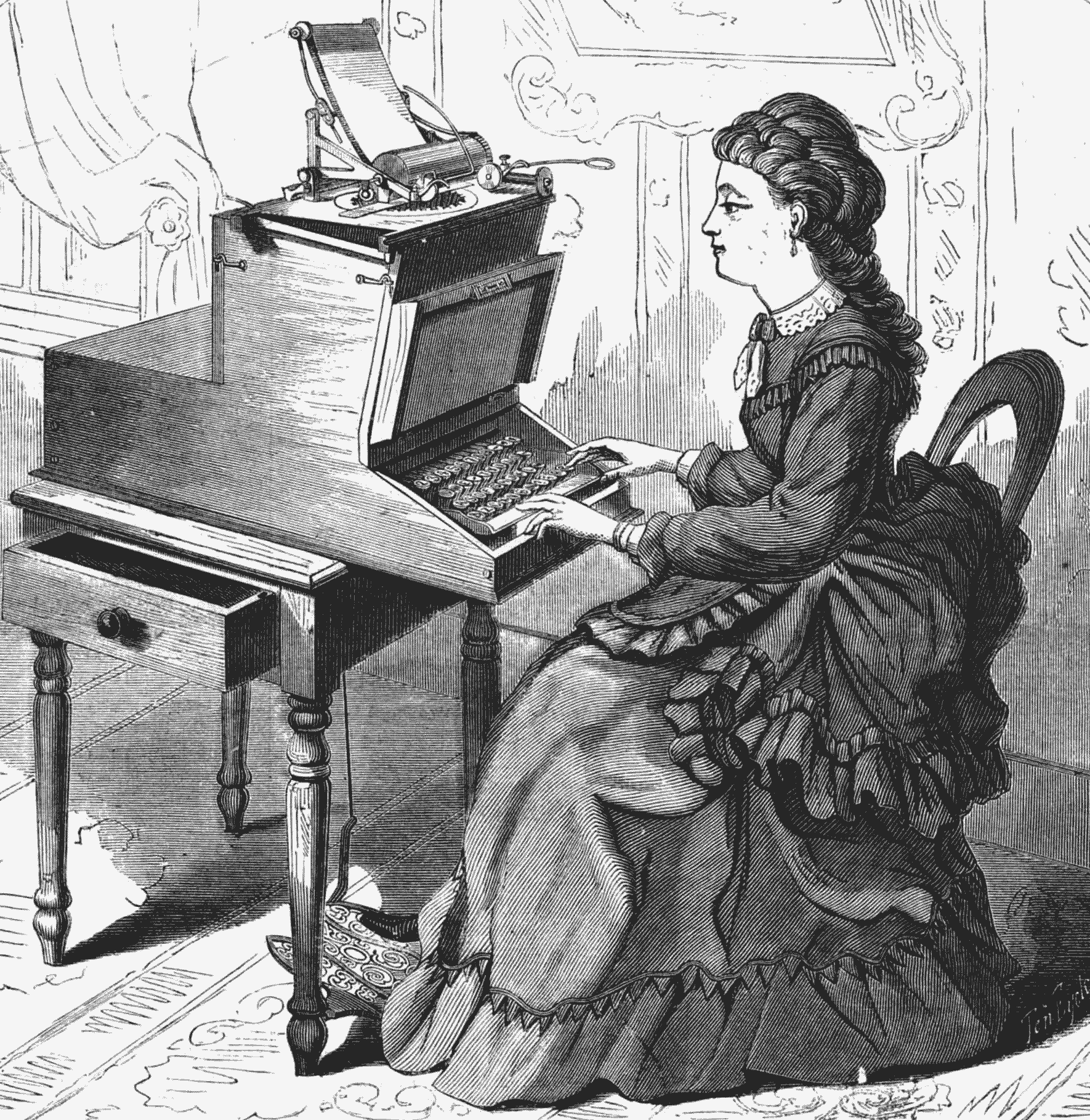
Una mecanógrafa maneja una máquina de escribir Sholes y Glidden, como se ilustra en un artículo de 1872 de la revista Scientific American.

La asociación de las mujeres con la máquina de escribir podría estar relacionada con la manera en que esta se comercializó. Antes de que Remington adquiriera la máquina de escribir, la hija de Sholes hacía demostraciones del aparato y aparecía en imágenes promocionales, que sirvieron de base para los primeros anuncios comerciales. Más adelante, para comercializar la máquina, los agentes de ventas de Remington usaron tácticas que incluían demostraciones del dispositivo realizadas por mujeres atractivas en exposiciones comerciales y en vestíbulos de hoteles. Según la autora Julie Wosk, las representaciones hechas por estas operarias sugerían que el aparato era easy enough for a woman  y adecuado para su uso doméstico. Aunque la máquina de escribir también se diseñó para permitir que Remington mantuviera la eficiencia en la fabricación en su división de máquinas de coser, la estética en el diseño de aquella (el soporte de máquina de coser y la ornamentación floral) tenía como objetivo facilitar su aceptación en el hogar.
Por otro lado, según Utterback, una «gran consecuencia» del desarrollo de la máquina de escribir fue la entrada de la mujer en la fuerza laboral administrativa. Aunque en la década de 1880 las mujeres ya trabajaban en fábricas y en ciertas industrias de servicios, la máquina de escribir facilitó la afluencia de mujeres en entornos de oficina. Antes de que la Asociación Cristiana de Mujeres Jóvenes (YWCA) creara la primera escuela de mecanografía en 1881, las mujeres recibían capacitación por parte del fabricante y sus servicios de mecanografía se les ofrecían a los clientes junto con la máquina. La eficiencia de las máquinas de escribir hizo posibles la expansión de la correspondencia y el trabajo administrativo y también creó una demanda de más trabajadoras administrativas. Los bajos salarios devengados por las mujeres en comparación con los hombres—a menudo el 50% (o menos)—hicieron que contratar mujeres fuera más atractivo para las empresas. Ya que las posiciones de mecanografía y taquigrafía podían percibir salarios hasta diez veces más altos que puestos en las fábricas, las mujeres empezaron a sentirse más atraídas por el trabajo de oficina. Mientras que en 1874 menos del 4% de las posiciones de oficinistas en los Estados Unidos estaban ocupadas por mujeres, esa cifra había aumentado hasta el 75%, aproximadamente, en 1900.
Antes de su muerte, Sholes dijo lo siguiente acerca de la máquina de escribir:

I do feel that I have done something for the women who have always had to work so hard. This will enable them more easily to earn a living.
Siento que he hecho algo por las mujeres que siempre han tenido que trabajar tan duro. Esto les permitirá ganarse la vida más fácilmente.

### Otras publicaciones
- «Type-Writers.». Appletons' Annual Cyclopædia and Register of Important Events of the Year, Volume 15 (en inglés). Nueva York: D. Appleton & Company. 1891. p. 809.
- «Type Writing Machine». Scientific American (en inglés) (Springer Nature) 17 (1): 3. 6 de julio de 1867. ISSN 0036-8733.